# Hamilton, Georgia
Hamilton är administrativ huvudort i Harris County i Georgia. Hamilton grundades officiellt den 20 december 1828.